# Diespeck

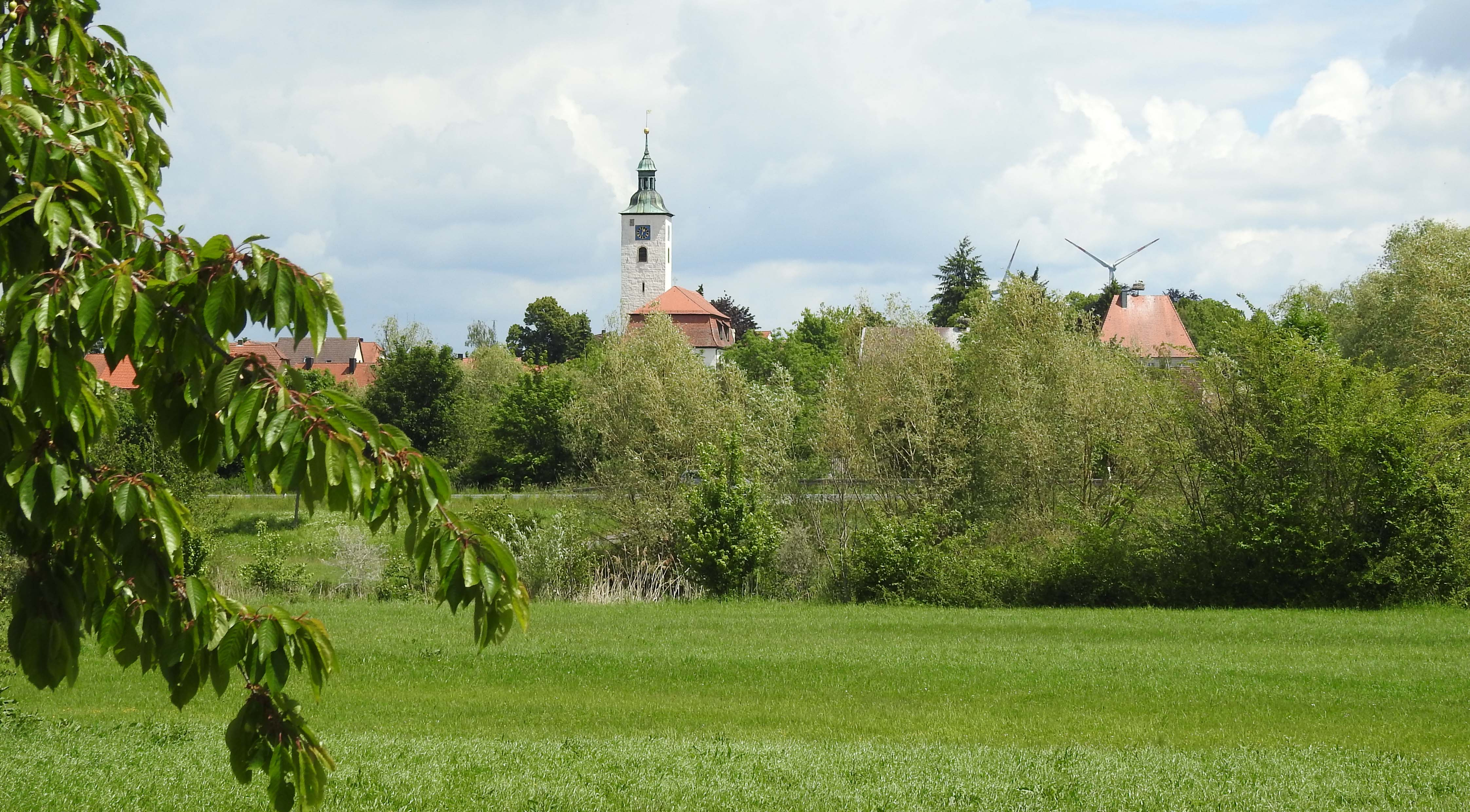
Kirche in Diespeck von Westen

Diespeck ist eine Gemeinde im Landkreis Neustadt an der Aisch-Bad Windsheim (Mittelfranken, Bayern). Der Ort ist Sitz der Verwaltungsgemeinschaft Diespeck.

## Geografie
Die Gemeinde liegt im Tal der Aisch, im Naturraum des Steigerwaldes und der Frankenhöhe. Am westlichen Ortsrand fließt die Aisch vorbei, im Norden mündet der von Westen kommende Ehebach in die Aisch. Neustadt an der Aisch liegt unmittelbar südlich.

### Nachbargemeinden
Nachbargemeinden sind (von Norden beginnend im Uhrzeigersinn): Münchsteinach, Gutenstetten, Gerhardshofen, Emskirchen, Neustadt an der Aisch und Baudenbach.

### Gemeindegliederung
Es gibt zwölf Gemeindeteile (in Klammern ist der Siedlungstyp angegeben):
- Bruckenmühle (Einöde)
- Dettendorf (Dorf)
- Diespeck (Pfarrdorf)
- Ehe (Dorf)
- Hanbach (Weiler)
- Klobenmühle (Einöde)
- Neumühle (Weiler)
- Obersachsen (Dorf)
- Schleifmühle (Einöde)
- Sensenhammer (Einöde)
- Stübach (Pfarrdorf)
- Untersachsen (Dorf)

Es gibt auf dem Gemeindegebiet die Gemarkungen Dettendorf, Diespeck und Stübach. Die Gemarkung Diespeck hat eine Fläche von 9,515 km². Sie ist in 2619 Flurstücke aufgeteilt, die eine durchschnittliche Fläche von 3633,23 m² haben. In ihr liegen neben dem namensgebenden Ort die Gemeindeteile Bruckenmühle, Kleinerlbach (zum Teil), Klobenmühle, Neumühle, Schleifmühle, Sensenhammer und Untersachsen.

## Geschichte

### Bis zum 18. Jahrhundert
In einer Stiftungsurkunde aus dem Jahr 1170 wurden die Herren von Dihespecke als Zeugen für neue Reichnisse des Klosters Zell erwähnt. Dies ist zugleich die erste urkundliche Erwähnung des Ortes, der zu dieser Zeit im Besitz der Herren von Truhendingen war und die das Dorf später an die Nürnberger Burggrafen übergaben. Der in alten Dokumenten oftmals verzerrt wiedergegebene Ortsname (etwa als „Dyespeck“ oder als „Diesteck“) leitet sich von einem gleichlautenden Flurnamen ab, dessen Grundwort das mittelhochdeutsche Wort „specke“ ist (= Specke: Knüppelweg bzw. Knüppeldamm über nasses Gelände) und dessen Bestimmungswort möglicherweise das Adjektiv „dîche“ (= dick) ist.
Für 1486 sind die Adelsgeschlechter der Stiebar (auch noch 1541, 1574 und 1617) und der Schenken von Schenkenstein in Diespeck belegt. Ein ritterliches Schloss gab es auch in Diespeck, es war allerdings in den Markgrafenkriegen (so bereits 1449) und Bauernkriegen (um 1525, als das Dorf dem Geschlecht der Durlach als Wohnsitz diente) niedergebrannt und nicht wieder aufgebaut worden. Im Rahmen der 1448 durch die Nürnberger während der Fehden von Albrecht Achilles erfolgten Feuerlegungen wurde auch eine Frühmesskapelle am westlichen Ortsausgang bis auf die Grundmauern zerstört. Der Taufstein der Pfarrei stammt aus der ältesten bei den Auseinandersetzungen des 15. Jahrhunderts zerstörten Kirche Diespecks aus dem 13. Jahrhundert, deren neue Kirche selbst wurde 1465 erbaut, 1578 dem Kapitel Neustadt angegliedert und nach der Zerstörung 1752 wieder aufgebaut, wobei zwei Steine aus dem Jahr 1465 im Gemäuer verbaut wurden. 1490 wurde die Pfarrei vertretungsweise von den Franziskanern in Riedfeld betreut. Die Kirche war von einer spätmittelalterlichen Befestigungsanlage mit Wehrtürmen an den vier Ecken umgeben. Der mit der Kirche ebenfalls stark befestigte Friedhof zeigte auch nach den durch Kriege und Zerstörungen des 14. bis 17. Jahrhunderts noch Mauer und zwei Türme sowie ein durch einen Turm gesichertes Tor.
Während der Einführung der Reformation amtierten von 1519 bis 1533 Johannes Himmler und Friedrich Tropp als Pfarrer.
Während des Dreißigjährigen Krieges wurde Diespeck mehrfach geplündert und niedergebrannt und die Bevölkerung durch Krankheiten und Pestilenz dezimiert. Im Jahre 1632 waren Kroaten und Schweden durch ihre Übergriffe auf Diespeck und die Diespecker gefürchtet. 1633 gab es so gut wie keine Einwohner mehr und von 115 selbständigen Haushaltungen im Jahr 1618 waren 1641 nur noch sieben vorhanden, deren (meist nach Neustadt) geflüchtete und überlebende Familienmitglieder bis 1650 nach Diespeck zurückkehrten. Einen wesentlichen Gewinn bedeutete deshalb die Niederlassung protestantischer Glaubensvertriebener aus Österreich, die in ihrer neuen Heimat maßgeblich zum Wiederaufbau beitrugen. Die Pfarrei wurde von 1633 bis 1651 durch den aus Baudenbach stammenden Pfarrer und „Helden im Kirchenrock“ Veit vom Berg (1612–1675) betreut und anschließend – bis 1667 Diespecks eigener Pfarrer Würfel sein Amt aufnahm – vom Stübacher Pfarrer. Nach 1650 erfolgten Wiederaufbaumaßnahmen des Ortes. So war 1660 wieder eine vom Schulmeister und Mesner betriebene Badestube verfügbar und die durch Spenden ermöglichte Wiederherstellung der Kirche führte 1681 zur Aufstellung eines Barockaltars auf dem alten Sockel und nachfolgend zum Bau einer neuen Kanzel.
Von 1688 bis 1692 wirkte der pietistische Pfarrer Astmann in Diespeck, bevor er nach Bayreuth und später nach Berlin an die Nikolaikirche ging, wo er 1699 starb (Die Leichenrede hielt Dekan Spener). Sein Nachfolger in Diespeck wurde sein Bruder Georg Ludwig Astmann.
Im Jahre 1773 blieben viele Salzburger Exulanten, etwa die Familie Scheuchenstül aus dem „Ländlein ob der Enns“ (wonach auch die Ensner benannt sind, in Diespeck.). Schon zuvor hatten sich viele aus Nürnberg vertriebene Juden angesiedelt. Für 1669 ist eine jüdische Schule belegt.
Gegen Ende des 18. Jahrhunderts gab es in Diespeck 45 Anwesen. Das Hochgericht übte das brandenburg-bayreuthische Stadtvogteiamt Neustadt an der Aisch aus (bereits 1704 war das im 16. Jahrhundert vom Markgrafen aus den Besitzungen der Geschlechter Lauffenholz und Tezel gebildete Amt Diespeck, dem sogar Unternesselbach angehörte, im Kastenamt Neustadt aufgegangen). Die Dorf- und Gemeindeherrschaft hatte das Kastenamt Neustadt an der Aisch inne. Grundherren waren das Fürstentum Bayreuth (38 Anwesen; Kastenamt Neustadt: 8 Huben, 3 Halbhuben, 3 Sölden, 7 Häckersgüter, 6 Häuser, 1 Mühle; Klosteramt Birkenfeld: 1 Hof, 2 Halbhöflein, 1 Wirtshaus, 1 Mühle, 2 Häckersgüter, 2 Häuser, Synagoge), die Pfarrei Diespeck (1 Gut mit Brauerei, 1 Häckersgut), die Schönborn’sche Herrschaft Pommersfelden (1 Gut), die Seiboth’schen Erben (3 Güter) und die Würzburgische Juliusspital-Verwalteramt Burgbernheim (1 Gut). 1792 kam Diespeck mit dem Markgraftum Ansbach-Bayreuth, das seit 1500 im Fränkischen Reichskreis lag, zum Königreich Preußen und 1797 erfolgte die Zuordnung Diespecks zum Neustädter Kreis sowie zum Justizamt Dachsbach.

### 19. und 20. Jahrhundert
Durch den Pariser Vertrag von 1810 unter Napoleon fiel Diespeck als Teil des preußischen Fürstentums Bayreuth im Frieden von Tilsit 1807 an Frankreich und wurde 1810 an Bayern verkauft. Im Rahmen des ersten Gemeindeedikts wurde 1811 der Steuerdistrikt Diespeck gebildet, zu dem Aichen, Altenbuch, Burgstall, Bruckenmühle, Chausseehaus, Dettendorf, Eggensee, Göttelhöf, Kleinerlbach, Klobenmühle, Neumühle, Obersachsen, Schleifmühle, Sengersberg, Sensenhammer und Untersachsen gehörten. Dem Landgericht Neustadt wurde Diespeck 1812 eingegliedert. 1813 entstand die Ruralgemeinde Diespeck, zu der Bruckenmühle, Kleinerlbach, Klobenmühle, Neumühle, Schleifmühle und Sensenhammer gehörten. Sie war in Verwaltung und Gerichtsbarkeit dem Landgericht Neustadt an der Aisch zugeordnet und in der Finanzverwaltung dem Rentamt Neustadt an der Aisch (1919 in Finanzamt Neustadt an der Aisch umbenannt, seit 1972 Finanzamt Uffenheim).
Am 12. Juni 1848 ereignete sich ein großer Brand in Diespeck, zu dessen Bekämpfung die Feuerwehren von Neustadt und sechs weiteren Orten sowie das gesamte Neustädter Militär (unter Major Schropp) und die „Gendarmerie“ von Neustadt und Langenfeld herangezogen wurden.
Ab 1862 gehörte Diespeck zum Bezirksamt Neustadt an der Aisch (1939 in Landkreis Neustadt an der Aisch umbenannt) verwaltet. Die Gerichtsbarkeit blieb beim Landgericht Neustadt an der Aisch (1879 in das Amtsgericht Neustadt an der Aisch umgewandelt). Die Gemeinde hatte 1964 eine Gebietsfläche von 7,951 km².
In letzten zwei Dritteln des 19. Jahrhunderts herrschte ein reger Hopfenbau um Diespeck. 1904 erhielt die Gemeinde einen Eisenbahnanschluss.
Die Eröffnung von selbstständigen Geschäften im benachbarten Neustadt war den Diespecker Händlern untersagt, aber es wurden dort einige Depots („Niederlagen“) von jüdischen Händlern eingerichtet. Lange Zeit danach setzte die Auswanderung nach Amerika ein, die durch die Naziherrschaft 1938 ihr Ende fand. Die NSDAP-Ortsgruppe hatte am 27. April 1930 im Gasthaus Geißdörfer eine Veranstaltung mit dem Gaupropagandisten Karl Holz abgehalten, der dort einen Vortrag Die Totengräber des deutschen Volkes hielt. Der jüdische Friedhof, von dem ein großer Teil der Grabdenkmäler ab 1938 zerstört wurde, ist erhalten. Nach dem Zweiten Weltkrieg fanden viele Vertriebene, vor allem aus Schlesien und dem Graslitzer Raum, in Diespeck ein neues Zuhause.

### Eingemeindungen
Am 1. Juli 1970 wurden Gebietsteile der aufgelösten Gemeinde Eggensee eingegliedert. Am 1. Juli 1971 kam Dettendorf hinzu. Stübach folgte am 1. Juli 1972.

### Ausgliederungen
Am 1. Mai 1978 wurde Kleinerlbach mit damals knapp 400 Einwohnern an die Kreisstadt Neustadt an der Aisch abgetreten.

### Einwohnerentwicklung
Im Zeitraum 1988 bis 2018 stieg die Einwohnerzahl von 2940 auf 3747 um 807 Einwohner bzw. um 27,5 %.
Gemeinde Diespeck
| Jahr      | 1818   | 1840   | 1852   | 1861   | 1867   | 1871   | 1875   | 1880   | 1885   | 1890   | 1895   | 1900   | 1905   | 1910   | 1919   | 1925   | 1933   | 1939   | 1946   | 1950   | 1961   | 1970   | 1987   | 2007   | 2012   | 2016   |
| Einwohner | 840    | 1020   | 972    | 1018   | 1021   | 996    | 964    | 996    | 955    | 897    | 916    | 884    | 878    | 858    | 854    | 829    | 830    | 891    | 1290   | 1423   | 1801   | 2047   | 2927   | 3706   | 3623   | 3642   |
| Häuser    | 141    | 133    |        |        |        | 145    |        |        | 163    | 166    |        | 165    |        |        |        | 174    |        |        |        | 197    | 326    |        | 804    |        |        | 1088   |
| Quelle    | [ 34 ] | [ 35 ] | [ 36 ] | [ 37 ] | [ 38 ] | [ 39 ] | [ 40 ] | [ 41 ] | [ 42 ] | [ 43 ] | [ 36 ] | [ 44 ] | [ 36 ] | [ 45 ] | [ 36 ] | [ 46 ] | [ 36 ] | [ 36 ] | [ 36 ] | [ 47 ] | [ 28 ] | [ 48 ] | [ 49 ] | [ 50 ] | [ 50 ] | [ 50 ] |

Ort Diespeck
| Jahr      | 001818 | 001840 | 001861 | 001871 | 001885 | 001900 | 001925 | 001950 | 001961 | 001970 | 001987 | 002014 |
| Einwohner | 723    | 866    | 867    | 861    | 825    | 757    | 685    | 1147   | 1436   | 1585   | 2039   | 2463   |
| Häuser    | 119    | 109    |        |        | 139    | 140    | 147    | 165    | 263    |        | 550    |        |
| Quelle    | [ 34 ] | [ 35 ] | [ 37 ] | [ 39 ] | [ 42 ] | [ 44 ] | [ 46 ] | [ 47 ] | [ 28 ] | [ 48 ] | [ 49 ] | [ 51 ] |

## Politik

### Gemeinderat
Der Gemeinderat von Diespeck hat 16 Mitglieder.
|      | CSU | SPD | Bürgerforum | Gesamt   |
| 2002 | 7   | 5   | 4           | 16 Sitze |
| 2008 | 6   | 3   | 7           | 16 Sitze |
| 2014 | 7   | 4   | 5           | 16 Sitze |
| 2020 | 8   | 3   | 5           | 16 Sitze |

### Bürgermeister
Im Zuge der Kommunalwahl 2020 wurde Christian von Dobschütz (CSU) mit 78,7 % zum Ersten Bürgermeister gewählt. Er hat damit am 1. Mai 2020 seine zweite Amtszeit angetreten. Am 1. Juli 2024 wurde er zum Landrat des Landkreises Neustadt an der Aisch-Bad Windsheim gewählt. Bis zur Neuwahl des Bürgermeisters im Herbst 2024 übt Stellvertreter Roland Schmidt (Bürgerforum) das Amt interimsweise aus.
Markus Helmreich (CSU) setzte sich bei der Wahl am Sonntag, den 13. Oktober 2024, mit 71,1 Prozent der Stimmen überlegen gegen Kurt Endlein (Bürgerforum Diespeck) durch.

### Wappen und Flagge
Wappen
| Wappen von Diespeck | Blasonierung: „Gespalten; vorne in Silber ein halber golden bewehrter roter Adler mit goldenen Kleestängel am Spalt, hinten in Grün ein silberner Taufstein.“ |
| Wappen von Diespeck | Wappenbegründung: Der Adler mit den goldenen Kleestängeln ist das brandenburgische Wappenbild und erinnert an die einstige Landesherrschaft der Markgrafen von Brandenburg. Seit Mitte des 14. Jahrhunderts sind die Burggrafen von Nürnberg und späteren Markgrafen in Diespeck belegt. Der Taufstein weist auf den spätromanischen Taufstein in der Pfarrkirche hin sowie auf den Kirchenpatron Johannes den Täufer. Dieses Wappen wird seit 1966 geführt. |

Flagge
Die Gemeindeflagge ist weiß-grün.

### Gemeindepartnerschaften
Seit 1994 ist Eymoutiers in Frankreich Partnergemeinde von Diespeck.

## Verkehr
Diespeck liegt im Tarifgebiet des Verkehrsverbund Großraum Nürnberg und hat eine Busverbindung zum Bahnhof Neustadt/Aisch. Am westlichen Ortsrand führt die Bundesstraße 470 vorbei und am südlichen Ortsrand die Bundesstraße 8. Die Kreisstraße NEA 15 führt nach Ehe (1,9 km westlich) bzw. nach Dettendorf (3,5 km östlich). Eine Gemeindeverbindungsstraße führt nach Untersachsen (2,3 km südöstlich).

## Söhne und Töchter der Stadt
- David Einhorn (1809–1879), Reform-Rabbiner
- Albrecht Alt (1883–1956), protestantischer Theologe (Alttestamentler, Palästinawissenschaftler), geboren in Stübach
- Peter Öhler (1883–1945), Ringer, geboren in Stübach